# 钟群鹏
钟群鹏（1934年10月28日-），浙江上虞人，机械（电）装备失效分析预测和预防专家。1957年取得北京航空学院研究生学位。现任北京航空航天大学材料和失效预防研究所教授、所长、北航学术委员会主任。1999年当选中国工程院院士。

## 成就
获国家和省部级奖11项，1项发明专利。发表140余篇论文，主编专著和教材24本。培养硕士和博士40多名。